# Palau Contarini Dal Zaffo (Cannaregio)
El Palau Contarini Dal Zaffo és un palau de Venècia, situat al barri de Cannaregio, prop de la Madonna dell'Orto i prop de la Sacca della Misericordia, que té vistes al Casino degli Spiriti.

## Història
El palau del segle XVI, va ser encarregat per la família Contarini Dal Zaffo i és l'homònim del Palau Contarini Dal Zaffo construït per la família al Gran Canal al segle anterior al barri de Dorsoduro. Avui és la seu veneciana de la Petita Casa de la Divina Providència, també coneguda com a Cottolengo pel nom del fundador Sant Josep Benet Cottolengo i de la casa cardinalicia Opera fides intrepida.
El nom es deu a un membre de la família, Giorgio Contarini. Zaffo és la deformació dialectal veneciana de Jaffa.

## Arquitectura

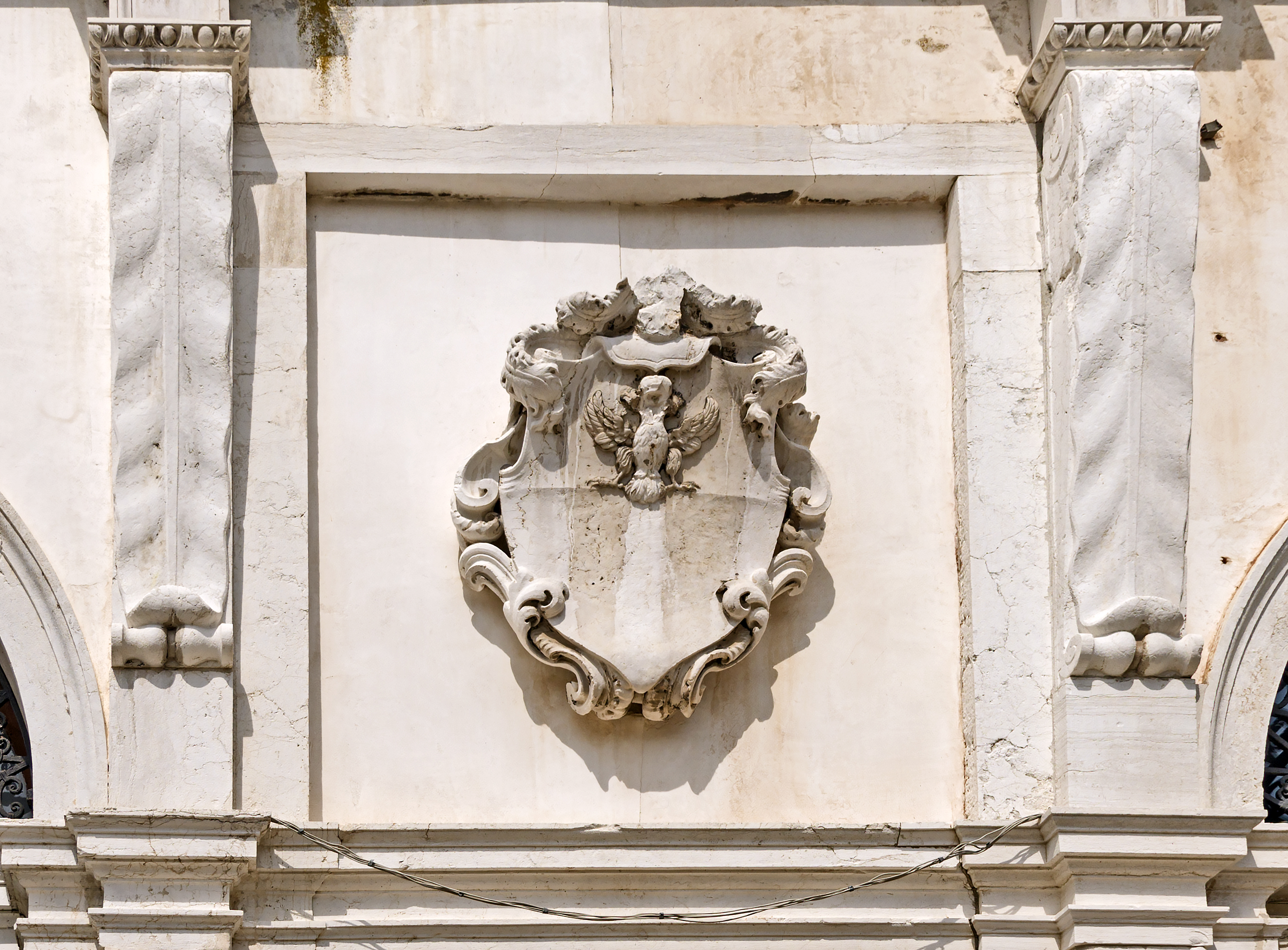
Escut dels Contarini a la façana

El palau és un edifici típicament renaixentista, la façana del qual, sobre els fonaments de Gasparo Contarini, es desenvolupa en longitud i sense simetries. Hi ha tres nivells, però la planta baixa té les dimensions d'un entresol, travessat per finestres quadrades monófores; hi ha dos portals, d'arc de mig punt i grans, que ocupen centralment els dos primers nivells: tenen una clau de volta i entre ells una finestra d'una sola llança coronada per l'escut d'armes de pedra de la família. El primer pis principal és una llarga filera de tretze finestres rectangulars monófores en un marc de pedra; el segon també té tretze finestres rectangulars monófores, però inscrites en un marc d'arc de mig punt: la peculiaritat rau en la presència, desplaçada cap a l'esquerra respecte al portal, d'una serliana del segle XVI amb balustrada.
A la part posterior de l'edifici hi ha un enorme jardí que mira cap al costat nord de la ciutat, on s'obre la zona de la llacuna. A l'interior, com en el palau del Gran Canal, hi ha frescos de Giandomenico Tiepolo, que ara són a la capella, però que en l'època dels Contarini eren les decoracions de les habitacions de l'entresol.

## Galeria d'imatges

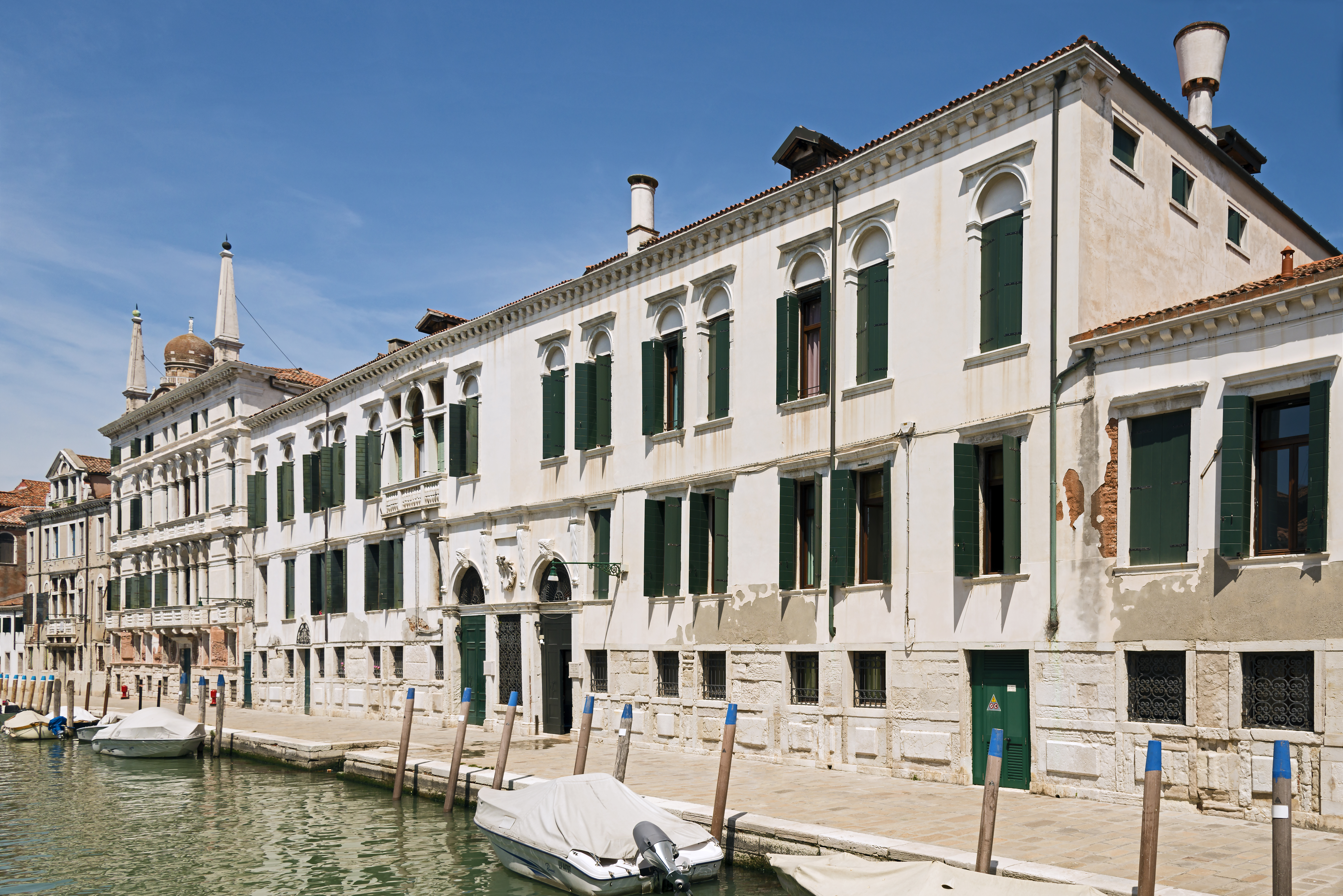
Vista dels fonaments cap a la Madonna dell'Orto
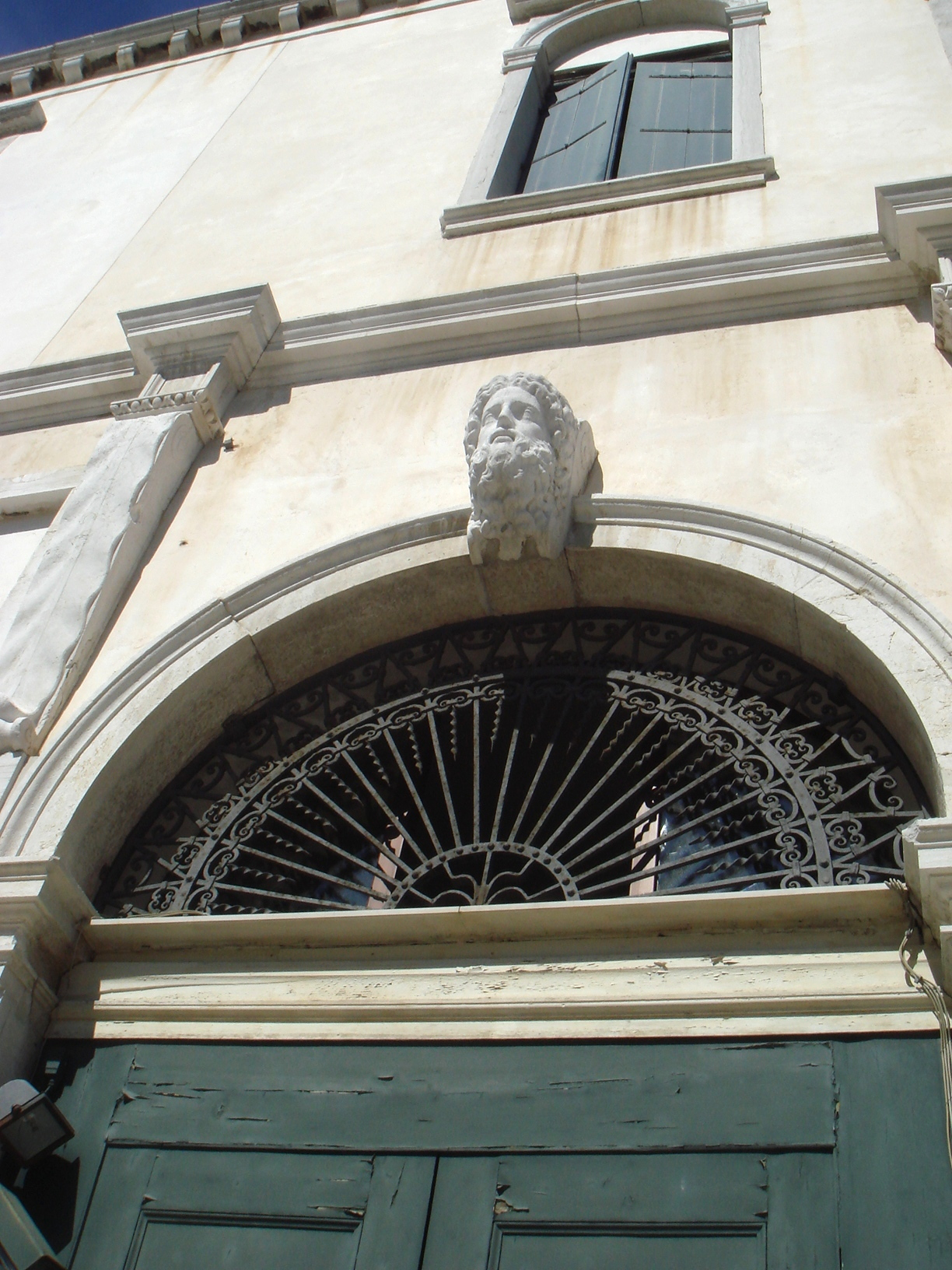
El portal amb màscara
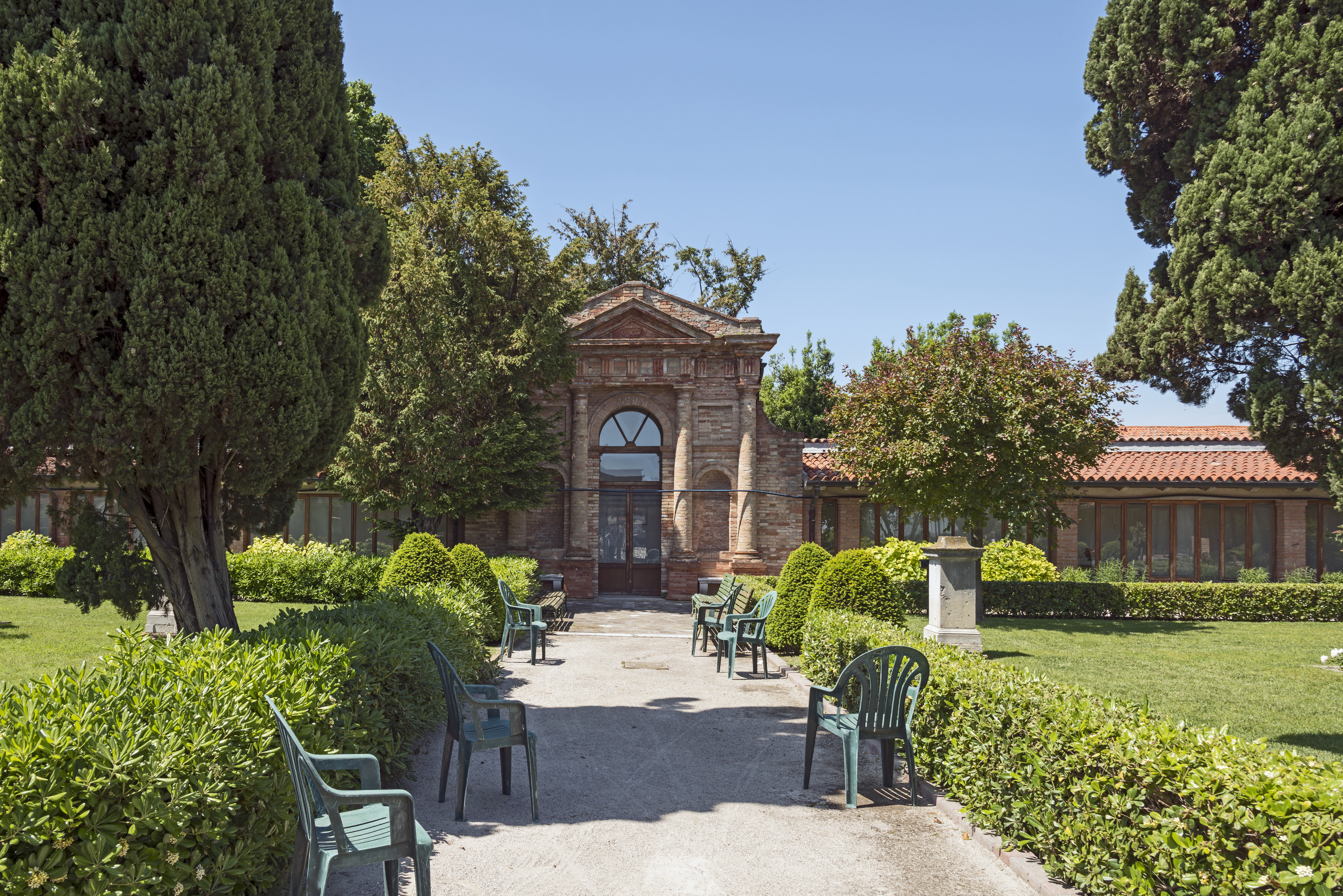
Els jardins
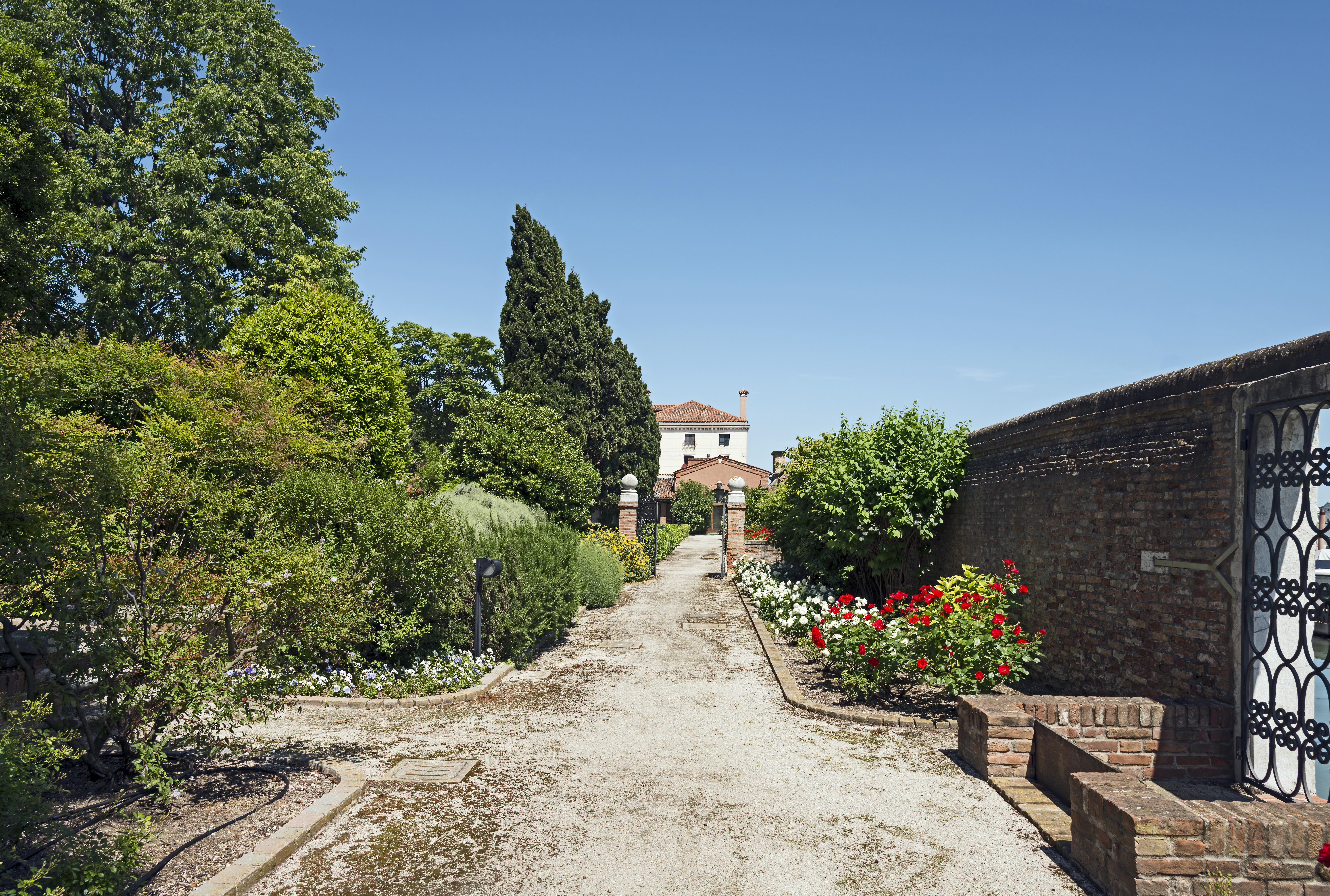
Els jardins amb el Casino degli Spiriti
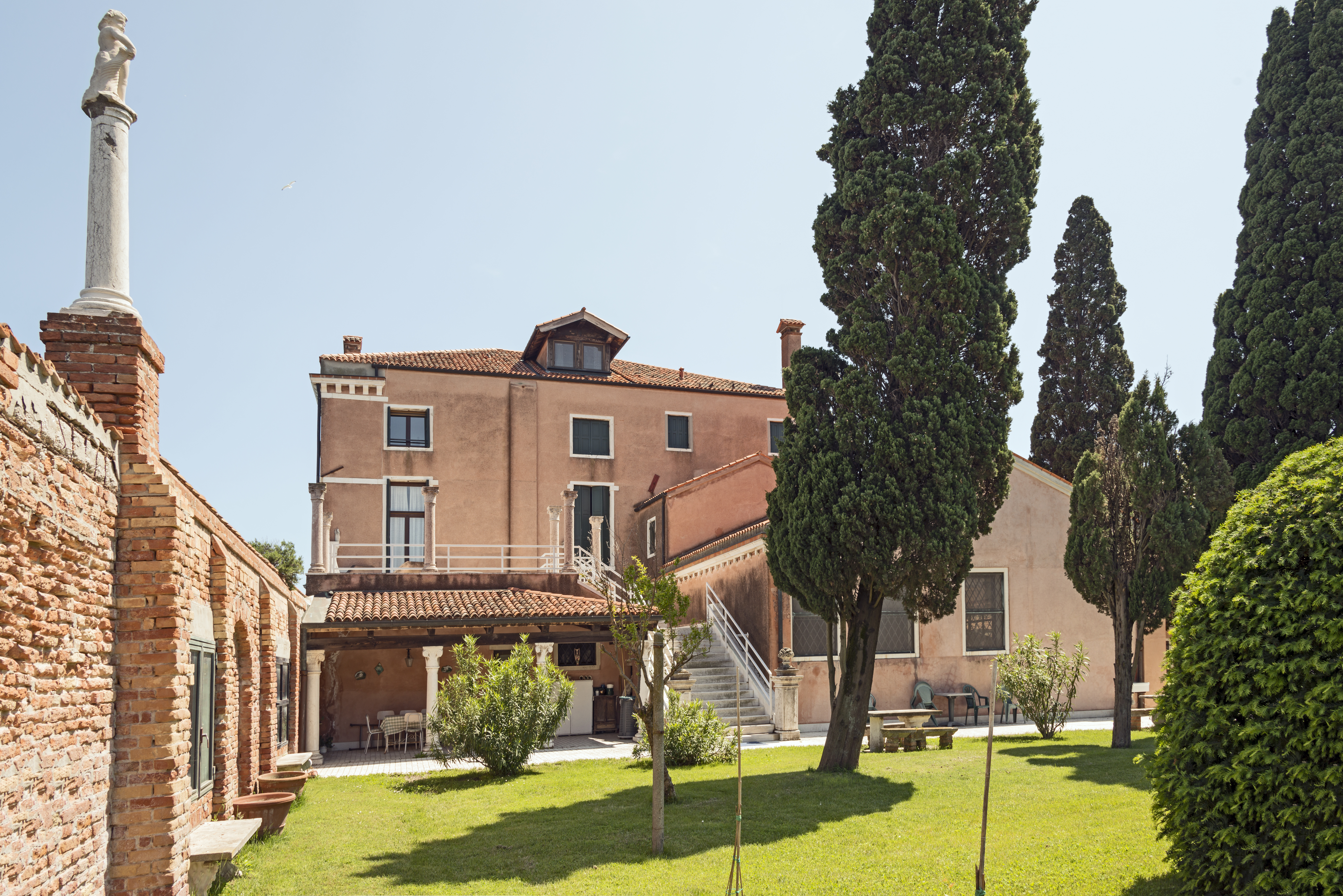
Casino degli Spiriti - La façana vista des del jardí
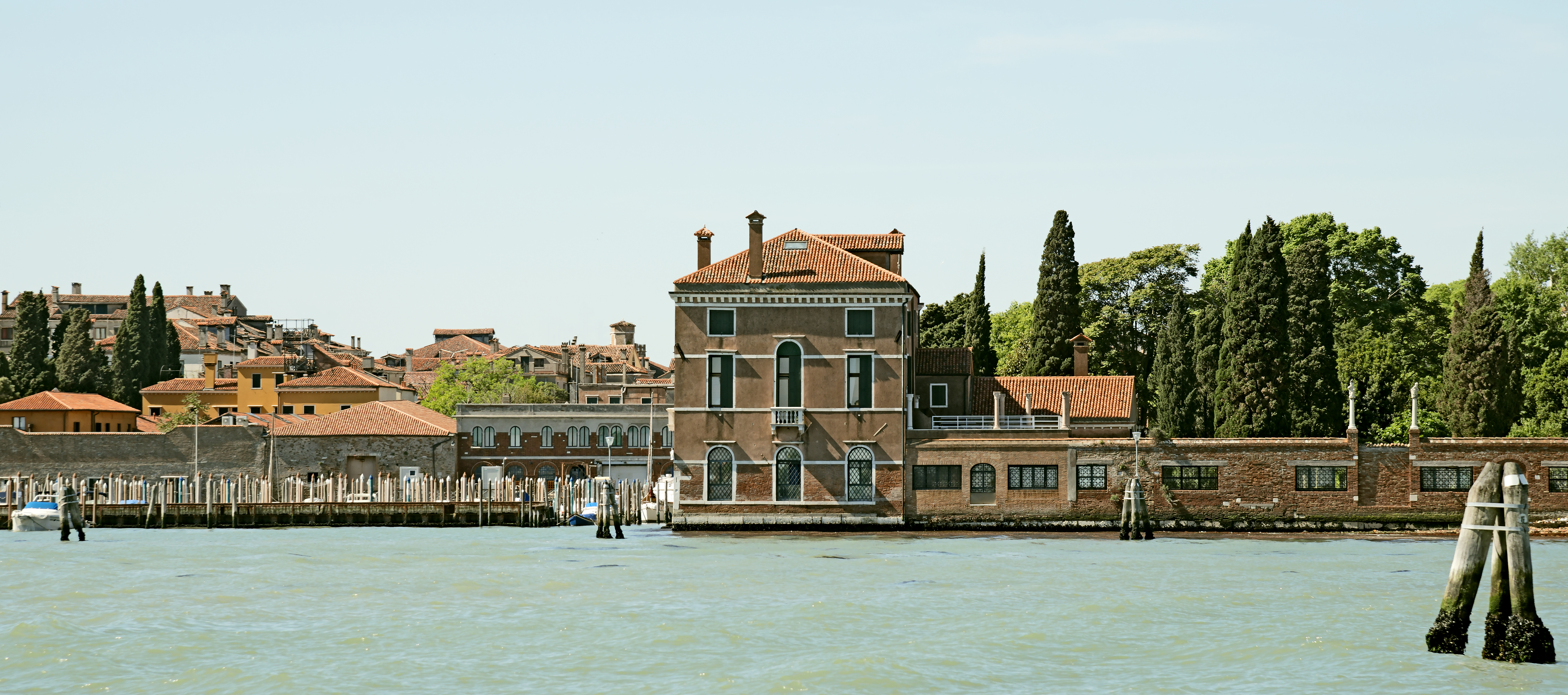
Casino degli Spiriti vist des de la llacuna
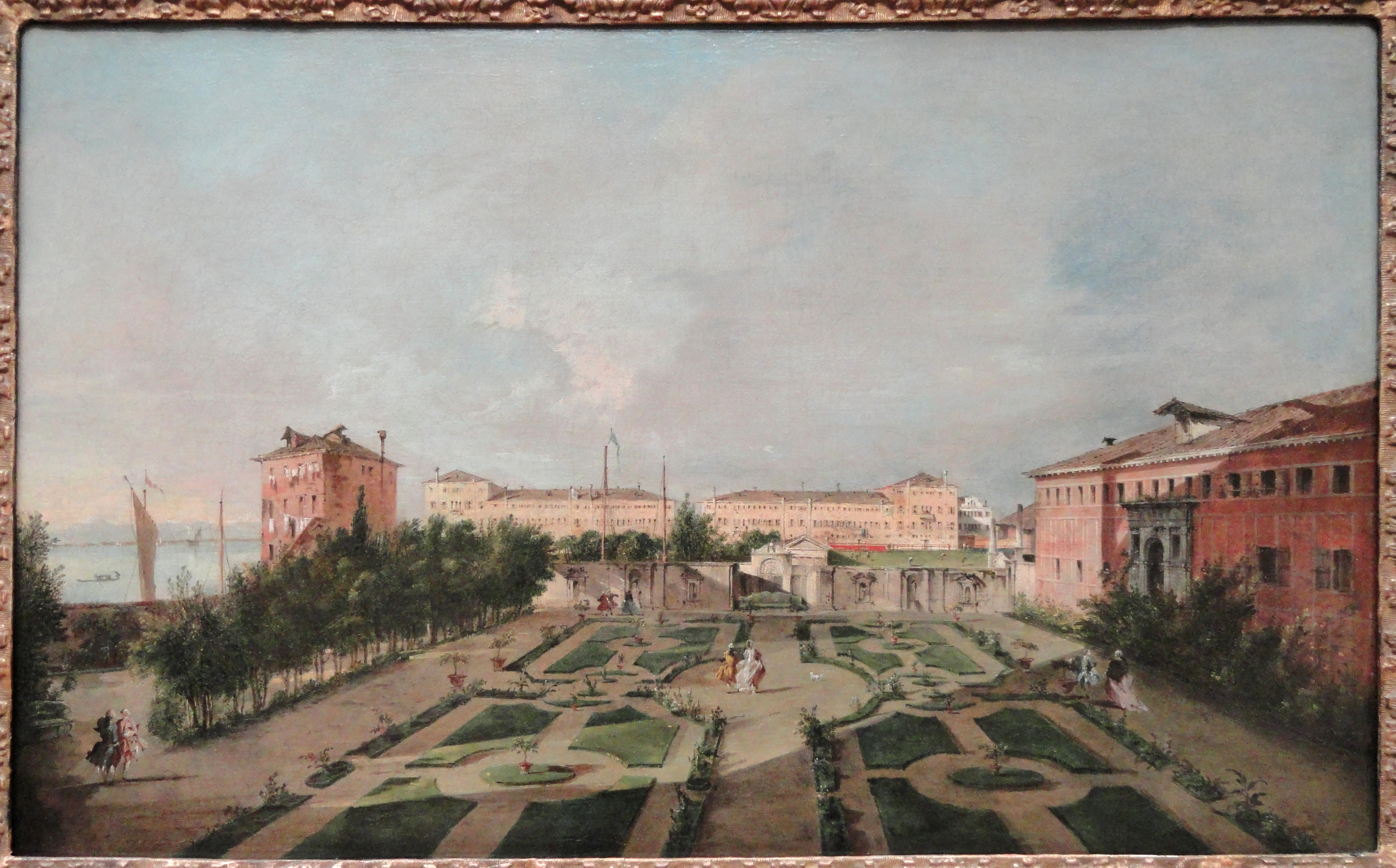
Els jardins de Francesco Guardi, ~1770